# Anacampta angulata
Anacampta angulata é uma espécie do gênero Anacampta.  

## Taxonomia
A espécie foi descrita em 1878 por John Miers. 